# Collège des Grands-Lacs
Le Collège des Grands-Lacs est un ancien collège d'arts appliqués et de technologie qui desservait les francophones du sud de l'Ontario, Canada. Créé en 1995, l'établissement postsecondaire tente de développer un modèle de formation à distance, avant-gardiste pour l'époque,. 
Le collège ferme d'abord ses centres de services régionaux à Hamilton, London, Penetanguishene, Welland et Windsor en mars 2001. Ensuite, le campus de Toronto (en) ferme ses portes à la fin de l'année scolaire en juin 2002. Il était le troisième collège de l'Ontario au service de la population franco-ontarienne, après Collège La Cité d'Ottawa et le Collège Boréal de Sudbury.